# Elachista consortella
Elachista consortella — вид лускокрилих комах родини злакових молей-мінерів (Elachistidae).

## Поширення
Вид поширений у більшій частині Європи. Трапляється в Україні.

## Опис
Розмах крил — 7-8 мм. Голова сіра, тіло білувате. Передні крила чорнувато-сірі, посипані блідішою лускою. Задні крила темно-сірі.

## Спосіб життя
Імаго літають з квітня по вересень. Личинки мінують листя трави Cynodon dactylon та Poa annua.